# Dialectica
Pour les articles homonymes, voir Dialectica (homonymie).
Dialectica (« Dialectique ») est une revue trimestrielle de philosophie, éditée en Suisse.

## Histoire
La revue est fondée en 1947 par Gaston Bachelard, Paul Bernays et Ferdinand Gonseth. Elle est essentiellement consacrée à la diffusion de travaux en philosophie analytique, philosophie des sciences et en logique et elle constitue l'organe officiel de la Société européenne de philosophie analytique. 
De 2004 à 2019, la revue est publiée par Blackwell-Wiley Publishing. Dès 2020, la revue quitte cet éditeur pour être publiée entièrement en libre accès. 